# Список вулиць Києва (С)
Це список вулиць міста Києва, назви яких починаються на літеру С.
До списку входять усі урбаноніми Києва, що містяться в офіційному довіднику «Вулиці міста Києва», затвердженому 2015 року, а також у міській інформаційно-аналітичній системі забезпечення містобудівної діяльності (МІАС ЗМД) «Містобудівний кадастр Києва», довіднику «Вулиці Києва» 1995 року та атласі «Київ до кожного будинку». Назви вулиць, які відсутні в офіційному довіднику, подані курсивом. Проєктні вулиці, що мають код у кадастрі, але не мають назв, у списку не наведені.
У списку вулиці подані за алфавітом. Назви вулиць на честь людей відсортовані за прізвищем (якщо прізвище відсутнє — за іменем) і подаються у форматі Прізвище Ім'я і/або Посада. Якщо вулиця названа за цілісним псевдонімом, то сортування відбувається за першою літерою псевдоніма або імені, тобто Бориса Тена подано на літеру Б, Ганни Барвінок — на Г, Дзиґи Вертова — на Д, Івана Багряного — на І, Кузьми Скрябіна — на К, Лесі Українки — на Л, Марка Вовчка, Марка Черемшини, Миколи Хвильового і Мирослава Ірчана — на М, Олени Пчілки і Остапа Вишні — на О, Панаса Мирного — на П, Юрія Клена — на Ю, Якуба Коласа, Яна Райніса, Янки Купали і Януша Корчака — на Я. Вулиці, що мають, окрім назви, порядковий номер, відсортовані за власною назвою, наприклад 2-й Левадний провулок на літеру Л. Вулиця Радгосп «Совки» розміщена на літеру С, вулиця Міста Шалетт — на літеру Ш. Назви вулиць, що починаються на число (окрім вулиць, зазначених вище), записані словами і подані на відповідну літеру (Восьмого Березня, Першого Травня тощо).
Вулиці з назвами «Садова» (в тому числі «номерні») і лінії виділені в окремі списки.
Станом на 1 січня 2023 року в Києві 2833 урбаноніми, з них:
| - 2059 вулиць; - 533 провулки; - 77 ліній; - 59 площ і майданів; | - 32 проспекти; - 22 бульвари; - 15 узвозів; | - 12 проїздів; - 11 шосе; - 5 доріг; | - 3 алеї; - 3 набережних; - 2 тупики. |

Колір фону у списку залежить від типу урбаноніма.
Після списку існуючих вулиць наведено список зниклих вулиць (вулиць, які були ліквідовані або включені до інших вулиць протягом XX—XXI століть), а також список попередніх назв вулиць, починаючи з 1800 року. Назви перейменованих вулиць, що починаються на число (окрім вулиць, зазначених вище), записані словами і подані на відповідну літеру (Третього Інтернаціоналу, Дев'ятого Січня, Дванадцятого Грудня, Двадцять П'ятого Жовтня, Сорокаріччя Жовтня, П'ятдесятиріччя Жовтня, Шістдесятиріччя Жовтня тощо).

## Вулиці міста Києва
| Назва                                                                 | Тип   | Колишні назви                                                                                             | Район                                        | Місцевість                                      | Рік затв.         | Код об'єкта |
| --------------------------------------------------------------------- | ----- | --- | -------------------------------------------- | ----------------------------------------------- | ----------------- | ----------- |
| Сабодана Володимира Митрополита                                       | вул.  | Кірова | Деснянський                                  | Троєщина                                        | 2016              | 10690       |
| Сагайдачного Петра                                                    | вул.  | Мостова, Олександрівська, Революції, Кірова, Володимирський узвіз, Жданова                                | Подільський                                  | Поділ                                           | 1989              | 11480       |
| Садова усі вулиці з назвою Садова див. у Список вулиць Києва (Садові) | вул.  | Підсадний пров.                                                                                           | Печерський                                   | Липки                                           | 1869              | 11482       |
| Садовий                                                               | пров. | | Оболонський                                  |                                                 |                   | 12538       |
| Садовий                                                               | пров. | | Солом'янський                                | Жуляни                                          |                   | 11486       |
| Садовий 1-й                                                           | пров. | | Дарницький                                   | Бортничі                                        |                   | 11487       |
| Садовий 1-й                                                           | пров. | | Дніпровський                                 | Русанівські сади                                |                   | 12400       |
| Садовий 2-й                                                           | пров. | | Дарницький                                   | Бортничі                                        |                   | 11488       |
| Садовий 2-й                                                           | пров. | | Деснянський                                  | Селище Радистів                                 |                   | 12643       |
| Садовий 2-й                                                           | пров. | | Дніпровський                                 | Русанівські сади                                |                   | 12401       |
| Садовий 3-й                                                           | пров. | | Дарницький                                   | Бортничі                                        |                   | 11489       |
| Садовий 3-й                                                           | пров. | | Дніпровський                                 | Русанівські сади                                |                   | 12402       |
| Садовий 4-й                                                           | пров. | | Дніпровський                                 | Русанівські сади                                |                   | 12403       |
| Садовий 5-й                                                           | пров. | | Дніпровський                                 | Русанівські сади                                |                   | 12404       |
| Садовий 5-й                                                           | пров. | | Деснянський                                  | Селище Радистів                                 |                   | 12644       |
| Садовий 6-й                                                           | пров. | | Деснянський                                  | Селище Радистів                                 |                   | 12645       |
| Садовий 7-й                                                           | пров. | | Деснянський                                  | Селище Радистів                                 |                   | 12646       |
| Садово-Ботанічна                                                      | вул.  | Омелютинська + Військовокладовищенська, Тимірязєвська                                                     | Печерський                                   | Звіринець, Бусове поле                          | 2022              | 11677       |
| Садово-Ботанічний                                                     | пров. | Тимірязєвський                                                                                            | Печерський                                   | Звіринець, Бусове поле                          | 2022              | 11678       |
| Садово-Набережна                                                      | вул.  | | Дніпровський                                 | Русанівські сади                                |                   | 12408       |
| Садовського Миколи                                                    | вул.  | Нова 351-ша + 701-ша Нова                                                                                 | Подільський                                  | Куренівка                                       | 1944              | 11490       |
| Садовського Миколи                                                    | пров. | Нова 375-та вул.                                                                                          | Подільський                                  | Куренівка                                       | 1944              | 11491       |
| Сажина                                                                | вул.  | Нова 893-тя, Батайський пров.                                                                             | Подільський                                  | Кинь-Ґрусть, Селище Шевченка                    | 1962              | 11492       |
| Саксаганського                                                        | вул.  | Велика Жандармська, Мала Жандармська, Жандармська, Маріїнсько-Благовіщенська, П'ятакова, Пятакова Леоніда | Голосіївський, Печерський, Шевченківський    | Євбаз, Нова Забудова, Паньківщина               | 1937              | 11493       |
| Салтикова-Щедріна                                                     | вул.  | | Печерський                                   | Бусове поле, Звіринець                          | 1958              | 11494       |
| Сальського Володимира                                                 | вул.  | Нова 885-та, Тираспольське шосе, Котовського (част.)                                                      | Шевченківський                               | Сирець                                          | 2018              | 10773       |
| Салютна                                                               | вул.  | Нова 872-га                                                                                               | Шевченківський                               | Нивки                                           | 1953              | 11495       |
| Салютний                                                              | пров. | Новий | Шевченківський                               | Нивки                                           | 1950-ті           | 11496       |
| Салютний                                                              | пр-д  | Новий пров.                                                                                               | Шевченківський                               | Нивки                                           | 1950-ті           | 11497       |
| Самбірський                                                           | пров. | Самбурський                                                                                               | Голосіївський                                | Мишоловка, Самбурки                             | 1960-ті           | 11498       |
| Самійленка Володимира                                                 | вул.  | Нова 766-та, Холмогорська                                                                                 | Голосіївський                                | Ширма                                           | 2022              | 11796       |
| Самчука Уласа                                                         | вул.  | Нова 775-та, Столєтова                                                                                    | Голосіївський                                | Саперна слобідка                                | 1955              | 11618       |
| Санаторна                                                             | вул.  | Чубаря + Нова 608-ма                                                                                      | Дарницький                                   | Нова Дарниця                                    | 1938              | 11499       |
| Санітарна                                                             | вул.  | Нова 208-ма                                                                                               | Голосіївський                                | Добрий Шлях                                     | 1944              | 11500       |
| Сантьяго-де-Чилі                                                      | площа | | Оболонський                                  | Оболонь                                         | 1998              | 11501       |
| Саперне Поле                                                          | вул.  | | Печерський                                   | Саперне поле                                    | 1910-ті           | 11502       |
| Саперно-Слобідська                                                    | вул.  | | Голосіївський                                | Саперна слобідка                                | 2-га пол. ХІХ ст. | 11503       |
| Саперно-Слобідський                                                   | пр-д  | Нова | Голосіївський                                | Саперна слобідка                                | 1955              | 11504       |
| Сарматський                                                           | пров. | Проєктний 12977                                                                                           | Солом'янський                                | Жуляни                                          | 2019              | 12977       |
| Свалявський                                                           | пров. | Нова вул., Серпуховський                                                                                  | Голосіївський                                | Саперна слобідка                                | 2022              | 11529       |
| Сваромська                                                            | вул.  | | Оболонський                                  |                                                 | 2007              | 12040       |
| Сверстюка Євгена                                                      | вул.  | 3-го Інтернаціоналу, Раскової Марини                                                                      | Дніпровський                                 | Лівобережний масив                              | 2015              | 11419       |
| Світла                                                                | вул.  | | Дарницький                                   | Бортничі                                        | 1971              | 11509       |
| Світлицького                                                          | вул.  | Осиповського пров.                                                                                        | Подільський                                  | Виноградар, Вітряні гори                        | 1961              | 11510       |
| Світличного Івана                                                     | вул.  | Нова 500-та, Здвизька, Петровського                                                                       | Солом'янський                                | Чоколівка                                       | 2016              | 11273       |
| Світличної Надії                                                      | пров. | Нова 644-та вул., Волго-Донський                                                                          | Дарницький                                   | Нова Дарниця                                    | 1953              | 10270       |
| Світлодарська                                                         | вул.  | Нова, Світлогірська                                                                                       | Солом'янський                                | Відрадний                                       | 2022              | 11511       |
| Світязька                                                             | вул.  | Нова 720-та, Водників                                                                                     | Подільський                                  | Кинь-Ґрусть                                     | 2022              | 10261       |
| Свободи                                                               | пр-т  | Собінова пров. (част.)                                                                                    | Подільський                                  | Виноградар, Вітряні гори                        | 1971              | 11512       |
| Святищенська                                                          | вул.  | Терешкової Валентини                                                                                      | Дарницький                                   | Бортничі                                        | 2016              | 11669       |
| Святкова                                                              | вул.  | | Солом'янський                                | Жуляни                                          | 2015              | 12690       |
| Свято-Георгіївська                                                    | вул.  | | Деснянський                                  | Троєщина                                        |                   | 12625       |
| Святоджерельна                                                        | вул.  | Проектна 13086                                                                                            | Голосіївський                                |                                                 | 2018              | 13086       |
| Святодухівська                                                        | вул.  | Рибака Натана                                                                                             | Деснянський                                  | Троєщина                                        | 2022              | 11432       |
| Святослава Хороброго                                                  | вул.  | Аеровокзальна, Повітрофлотське шосе (част.), Повітрофлотський пр-т (част.), Народного ополчення           | Солом'янський                                | Чоколівка                                       | 2021              | 11130       |
| Святославська                                                         | вул.  | | Солом'янський                                | Чоколівка                                       | поч. XX ст.       | 11513       |
| Свято-Троїцька                                                        | вул.  | | Деснянський                                  | Троєщина                                        |                   | 12135       |
| Святошинська                                                          | вул.  | Вокзальна (3-тя), Пінська                                                                                 | Святошинський                                | Святошин                                        | 1962              | 11514       |
| Святошинська                                                          | площа | | Святошинський                                | Святошин                                        | 1958              | 11515       |
| Святошинський                                                         | пров. | Новий | Святошинський                                | Святошин                                        | 1959              | 11516       |
| Севастопольська                                                       | вул.  | Січнева, Паркова, Нова 607-ма                                                                             | Дарницький                                   | Нова Дарниця                                    | 1953              | 11517       |
| Севастопольська                                                       | площа | Нова | Солом'янський                                | Чоколівка                                       | 1967              | 11518       |
| Северинівська                                                         | вул.  | | Святошинський                                | Чайка                                           | 2011              | 12041       |
| Севрук Галини                                                         | вул.  | Нова 47-ма, Маршальська                                                                                   | Голосіївський                                | Мишоловка                                       | 1944              | 11017       |
| Седляра Василя                                                        | вул.  | Соснова                                                                                                   | Солом'янський                                | Жуляни                                          | 2019              | 12048       |
| Селекціонерів                                                         | вул.  | Райдужна                                                                                                  | Голосіївський                                | Феофанія                                        | 1958              | 11519       |
| Селянська                                                             | вул.  | Лінія 15-та, Селянська лінія                                                                              | Оболонський                                  | Пуща-Водиця                                     | 1950-ті           | 11520       |
| Семафорна                                                             | вул.  | | Дніпровський                                 | ДВРЗ                                            | 1957              | 11521       |
| Семенівська                                                           | вул.  | | Солом'янський                                | Олександрівська слобідка                        | 1-ша чв. XX ст.   | 11523       |
| Семенка Михайля                                                       | вул.  | Проектна 13087                                                                                            | Голосіївський                                |                                                 | 2018              | 13087       |
| Сеноманська                                                           | вул.  | | Дніпровський                                 | ДВРЗ                                            | 1957              | 11524       |
| Сеноманський                                                          | пров. | | Дніпровський                                 | ДВРЗ                                            | 1957              | 11525       |
| Сеньківський                                                          | пров. | Нова вул., Бабушкіна                                                                                      | Шевченківський                               | Нивки                                           | 2022              | 10043       |
| Серпнева                                                              | вул.  | | Голосіївський                                | Феофанія                                        | 2012              | 12107       |
| Серпова                                                               | вул.  | Нова | Святошинський                                | Академмістечко                                  | 1955              | 11528       |
| Сетомльська                                                           | вул.  | | Оболонський                                  |                                                 | 2007              | 12042       |
| Сєдовців                                                              | пров. | Омелютинський                                                                                             | Печерський                                   | Бусове поле, Звіринець                          | 1940              | 12732       |
| Сєркова Академіка                                                     | вул.  | Нова, Ульянова Володимира                                                                                 | Святошинський                                | Південна Борщагівка                             | 2008              | 11533       |
| Сєченова                                                              | вул.  | Нова | Голосіївський                                | Голосіїв                                        | 1957              | 11534       |
| Сиванівський                                                          | пров. | Жовтневий                                                                                                 | Святошинський                                | Біличі                                          | 2022              | 10533       |
| Сиваська                                                              | вул.  | Нова 639-та                                                                                               | Дніпровський                                 | Стара Дарниця                                   | 1955              | 11535       |
| Сигнальна                                                             | вул.  | Нова 157-ма                                                                                               | Солом'янський                                | Совки                                           | 1944              | 11536       |
| Силікатна                                                             | вул.  | | Дніпровський                                 | Микільська слобідка                             | 1950-ті           | 11537       |
| Симиренка                                                             | вул.  | Нова | Святошинський                                | Південна Борщагівка                             | 1981              | 11538       |
| Симоненка Василя                                                      | вул.  | | Голосіївський                                | Голосіїв                                        | 1999              | 11539       |
| Синьоозерна                                                           | вул.  | | Подільський, Святошинський                   | Берковець                                       | 1958              | 11540       |
| Синьоозерна 1-ша                                                      | вул.  | | Подільський                                  | Берковець                                       |                   | 12462       |
| Синьоозерна 2-га                                                      | вул.  | | Подільський                                  | Берковець                                       |                   | 12463       |
| Синьоозерна 3-тя                                                      | вул.  | | Подільський                                  | Берковець                                       |                   | 12464       |
| Синьоозерна 4-та                                                      | вул.  | | Подільський                                  | Берковець                                       |                   | 12465       |
| Синьоозерна 5-та                                                      | вул.  | | Подільський                                  | Берковець                                       |                   | 12466       |
| Синявського Олекси                                                    | вул.  | Проектна 12917                                                                                            | Святошинський                                |                                                 | 2018              | 12917       |
| Сирецька                                                              | вул.  | | Оболонський, Подільський, Шевченківський     | Сирець, Куренівка                               | 2-га пол. ХІХ ст. | 11541       |
| Сирецький                                                             | пр-д  | | Подільський                                  | Нивки                                           |                   | 12043       |
| Сирецько-Садова                                                       | вул.  | | Подільський                                  | Сирець, Берковець                               | сер. XX ст.       | 11542       |
| Ситняківська                                                          | вул.  | | Деснянський                                  | Троєщина                                        |                   | 12614       |
| Ситняківська                                                          | вул.  | | Святошинський                                | Чайка                                           | 2011              | 12044       |
| Сіверсько-Донецький                                                   | пров. | Нова вул., Дежнєва                                                                                        | Солом'янський                                | Монтажник                                       | 2022              | 10416       |
| Сікевича Володимира                                                   | вул.  | Олексіївська, Гризодубової Валентини, Олексіївська, Молодогвардійська                                     | Солом'янський                                | Чоколівка                                       | 2021              | 11083       |
| Сікорського Ігоря Авіаконструктора                                    | вул.  | Нова, Танкова                                                                                             | Шевченківський                               | Волейків                                        | 2011              | 11543       |
| Сільська                                                              | вул.  | Нова 255-та                                                                                               | Святошинський                                | Академмістечко                                  | 1944              | 11544       |
| Сільськогосподарський                                                 | пров. | | Голосіївський                                | Голосіїв                                        | 1957              | 11545       |
| Сімферопольська                                                       | вул.  | Комсомольська 3-тя, Західно-Межова                                                                        | Дарницький                                   | Нова Дарниця                                    | 1955              | 11546       |
| Сірка Івана                                                           | вул.  | Новоселівська                                                                                             | Голосіївський                                | Феофанія                                        | 1958              | 11547       |
| Сірожупанників                                                        | вул.  | Шевченка (част.), Нова 925-та + Серова + Серова пров., Сєрова Валентина                                   | Дніпровський                                 | Воскресенка                                     | 2022              | 11532       |
| Січеславська                                                          | вул.  | Лінія 2-га, Ползунова                                                                                     | Солом'янський                                | Залізнична колонія                              | 2022              | 11323       |
| Січнева                                                               | вул.  | | Голосіївський                                | Феофанія                                        | 2012              | 12108       |
| Січових Стрільців                                                     | вул.  | Львівська, Троцького, Артема                                                                              | Шевченківський                               | Кудрявець, Лук'янівка, Солдатська слобідка      | 2015              | 10034       |
| Скадовський                                                           | пров. | Нова 807-ма вул., Таганрозький                                                                            | Дніпровський                                 | ДВРЗ                                            | 2022              | 11644       |
| Скакуна Віталія                                                       | вул.  | Нова, Каблукова, Каблукова Академіка                                                                      | Солом'янський                                | Відрадний                                       | 2022              | 10627       |
| Сквирська                                                             | вул.  | Нова 753-тя                                                                                               | Голосіївський                                | Ширма                                           | 1953              | 11549       |
| Сквирський                                                            | пров. | | Голосіївський                                | Ширма                                           | 1955              | 11550       |
| Скіфська                                                              | вул.  | Межова | Солом'янський                                | Жуляни                                          | 2019              | 12021       |
| Скляренка Семена                                                      | вул.  | Кожевенний пров., Маловишгородська                                                                        | Оболонський                                  | Куренівка                                       | 1973              | 11551       |
| Сковороди Григорія                                                    | вул.  | Набережно-Микільська                                                                                      | Подільський                                  | Поділ                                           | 1973              | 11552       |
| Скомороська                                                           | вул.  | Новокиївська, Пестеля Павла                                                                               | Шевченківський                               | Євбаз                                           | 2023              | 11267       |
| Скорини Франциска                                                     | вул.  | Нова 717-та, Брестська                                                                                    | Подільський                                  | Мостицький масив                                | 2022              | 10150       |
| Скоропадського Павла                                                  | вул.  | Новий пр-д                                                                                                | Печерський                                   | Бессарабка                                      | 2003              | 11553       |
| Скоропадського Павла Гетьмана                                         | вул.  | Шулявська, Караваєвська, Толстого, Толстого Льва                                                          | Голосіївський, Шевченківський, Солом'янський | Паньківщина                                     | 2023              | 11694       |
| Скрипника Мстислава Патріарха                                         | вул.  | Новопокровська, Мстиславська, Островського Миколи                                                         | Солом'янський                                | Солом'янка                                      | 2016              | 11223       |
| Слави                                                                 | площа | Володимирська, Князе-Володимирська, Соборна                                                               | Печерський                                   | Печерськ                                        | 1965              | 11557       |
| Славинського Максима                                                  | вул.  | Проектна 12990                                                                                            | Голосіївський                                | Віта-Литовська                                  | 2017              | 12990       |
| Славська                                                              | вул.  | | Деснянський                                  | Троєщина                                        |                   | 12733       |
| Сластіона Опанаса                                                     | вул.  | Енгельса                                                                                                  | Дарницький                                   | Бортничі                                        | 2022              | 10502       |
| Слобідський                                                           | пров. | Луначарського                                                                                             | Дніпровський                                 | Микільська слобідка                             | 2016              | 10962       |
| Слобожанська                                                          | вул.  | Нова 310-та, Калачівська                                                                                  | Дніпровський                                 | Ліски                                           | 2022              | 10634       |
| Словечанська                                                          | вул.  | | Солом'янський                                | Совки                                           | 1958              | 11558       |
| Слов'янська                                                           | вул.  | | Солом'янський                                | Караваєві дачі                                  | 1923              | 11559       |
| Слуцький                                                              | пров. | Голосіївський (2-й), Тобольський                                                                          | Голосіївський                                | Добрий Шлях                                     | 2022              | 11688       |
| Слюсарний                                                             | пров. | Нова 803-тя вул.                                                                                          | Дніпровський                                 | ДВРЗ                                            | 1953              | 11560       |
| Смерекова                                                             | вул.  | | Солом'янський                                | Жуляни                                          | 2015              | 12045       |
| Смілянська                                                            | вул.  | Озерна | Солом'янський                                | Чоколівка                                       | 1955              | 11562       |
| Смородинова                                                           | вул.  | | Подільський                                  | Нивки                                           |                   | 12046       |
| Смородинський                                                         | узвіз | Диковський, Діновський                                                                                    | Шевченківський                               | Куренівка                                       | 1944              | 11566       |
| Смотрицького Мелетія                                                  | вул.  | Пожарського                                                                                               | Деснянський                                  | Троєщина                                        | 2022              | 11316       |
| Снайперська                                                           | вул.  | Нова 200-та                                                                                               | Голосіївський                                | Добрий Шлях                                     | 1944              | 11567       |
| Сніжнянський                                                          | пров. | Новий 246-й 1-й                                                                                           | Печерський                                   | Бусове поле, Звіринець                          | 1955              | 11568       |
| Сновська                                                              | вул.  | Нова 320-та                                                                                               | Дніпровський                                 | Ліски                                           | 1953              | 11569       |
| Сновський                                                             | пров. | Нова 319-та вул.                                                                                          | Дніпровський                                 | Ліски                                           | 1953              | 11570       |
| Соборна                                                               | вул.  | | Дарницький                                   | Нижні сади                                      |                   | 12141       |
| Соборності                                                            | пр-т  | Автомагістраль Київ—Харків (част.), Возз'єднання                                                          | Дніпровський                                 | Дарниця                                         | 2016              | 10264       |
| Сови Андрія                                                           | вул.  | Нова | Деснянський                                  | Троєщина                                        | 2011              | 12047       |
| Совська                                                               | вул.  | | Солом'янський                                | Жуляни                                          |                   | 11571       |
| Совхозна                                                              | вул.  | | Оболонський                                  |                                                 |                   | 12539       |
| Сокальська                                                            | вул.  | Нова 727-ма                                                                                               | Оболонський                                  | Пріорка                                         | 1955              | 11572       |
| Солов'їна                                                             | вул.  | | Голосіївський                                | Пирогів                                         | 1957              | 11573       |
| Солов'яненка Анатолія                                                 | вул.  | Нова 1-ша, Бойченка Олександра                                                                            | Дніпровський                                 | Північно-Броварський масив                      | 2020              | 10122       |
| Соловцова Миколи                                                      | вул.  | Новоомелютинська                                                                                          | Печерський                                   | Бусове поле, Звіринець                          | 1962              | 11574       |
| Солодкий                                                              | пров. | Комінтерну 1-й                                                                                            | Дарницький                                   | Бортничі                                        | 2015              | 10731       |
| Солом'янська                                                          | вул.  | Нова, Урицького пров. + Малоокружна                                                                       | Солом'янський                                | Солом'янка, Олександрівська слобідка            | 1955              | 11575       |
| Солом'янська                                                          | площа | Солом'янський м-н, Урицького, Брежнєва                                                                    | Солом'янський                                | Солом'янка                                      | 1988              | 11576       |
| Соляна                                                                | вул.  | Вовчий Яр, Саксонський пров.                                                                              | Шевченківський                               | Татарка                                         | 1915              | 11577       |
| Сонячна                                                               | вул.  | | Дніпровський                                 | Воскресенські сади                              |                   | 12451       |
| Сонячна                                                               | вул.  | | Шевченківський                               | Дехтярі, Нивки                                  | 1913              | 11578       |
| Сорочинська                                                           | вул.  | Нова 653-тя                                                                                               | Печерський                                   | Бусове поле, Звіринець                          | 1953              | 11580       |
| Сортувальна                                                           | вул.  | Нова | Дарницький                                   | Позняки                                         | 1957              | 11581       |
| Сосницька                                                             | вул.  | Нова 636-та                                                                                               | Дніпровський                                 | Стара Дарниця                                   | 1953              | 11582       |
| Соснова                                                               | вул.  | | Дарницький                                   | Бортничі                                        |                   | 12652       |
| Соснова                                                               | вул.  | | Деснянський                                  | Селище Радистів                                 |                   | 12640       |
| Соснова                                                               | вул.  | | Святошинський                                | СТ «Нивки»                                      |                   | 12748       |
| Соснова                                                               | вул.  | Нова 393-тя                                                                                               | Святошинський                                | Новобіличі                                      | 1944              | 11584       |
| Сосновий                                                              | пров. | | Деснянський                                  | Селище Радистів                                 |                   | 12641       |
| Сосновий 2-й                                                          | пров. | | Деснянський                                  | Селище Радистів                                 |                   | 12642       |
| Сосюри Володимира                                                     | вул.  | Будівельників (част.)                                                                                     | Дніпровський                                 | Соцмісто                                        | 1965              | 11585       |
| Софіївська                                                            | вул.  | ім. Калініна                                                                                              | Шевченківський                               | Старий Київ                                     | 1990              | 11586       |
| Софійська                                                             | площа | Червоних героїв Перекопу, Героїв Перекопу, Богдана Хмельницького                                          | Шевченківський                               | Старий Київ                                     | 1993              | 11587       |
| Софронівський                                                         | пров. | | Печерський                                   | Звіринець                                       | XIX ст.           | 11506       |
| Сошенка                                                               | вул.  | Нова 715-та, Батайська                                                                                    | Подільський                                  | Кинь-Ґрусть                                     | 1962              | 11589       |
| Спартаківська                                                         | вул.  | Межигірська 2-га                                                                                          | Святошинський                                | Біличі                                          | 1955              | 12677       |
| Спаська                                                               | вул.  | Комсомольська, Героїв Трипілля                                                                            | Подільський                                  | Поділ                                           | 1992              | 11590       |
| Співака Михайла                                                       | площа | Нова | Голосіївський                                | Покіл, Теличка                                  | 1997              | 11591       |
| Спортивна                                                             | вул.  | | Дніпровський                                 | Воскресенські сади                              |                   | 12751       |
| Спортивна                                                             | площа | Нова | Печерський                                   | Черепанова гора, Печерськ                       | 1962              | 11593       |
| Справедливості                                                        | вул.  | | Деснянський                                  | Троєщина                                        |                   | 12136       |
| Срібнокільська                                                        | вул.  | Житлова 2                                                                                                 | Дарницький                                   | Осокорки                                        | 1993              | 11594       |
| Ставкова                                                              | вул.  | | Голосіївський                                | Пирогів                                         | 1957              | 11595       |
| Стадіонна                                                             | вул.  | | Солом'янський                                | Жуляни                                          |                   | 11599       |
| Стадіонна                                                             | вул.  | Покровський пров., Бригадирська (част.)                                                                   | Солом'янський                                | Солом'янка, Кадетський гай                      | 1928              | 11598       |
| Стадіонний                                                            | пров. | | Солом'янський                                | Залізнична колонія                              | 1928              | 11600       |
| Стальського Сулеймана                                                 | вул.  | (2-га) Броварська, Стальського пров., Стальського                                                         | Деснянський, Дніпровський                    | Воскресенка                                     | 1957              | 11601       |
| Станіславського                                                       | вул.  | Нова | Печерський                                   | Липки                                           | 1938              | 11602       |
| Станюковича                                                           | вул.  | Нова 321-ша                                                                                               | Дніпровський                                 | Ліски                                           | 1955              | 11603       |
| Стара Поляна                                                          | вул.  | | Шевченківський                               | Татарка                                         | 2-га пол. XIX ст. | 11604       |
| Старицького                                                           | вул.  | Замковецька 2-га                                                                                          | Подільський                                  | Біличе поле                                     | 1955              | 11605       |
| Старицького                                                           | пров. | Замковецька 3-тя вул.                                                                                     | Подільський                                  | Біличе поле                                     | 1955              | 11606       |
| Старицької-Черняхівської                                              | вул.  | Кірова, Антонова-Овсієнка, Кіровська                                                                      | Святошинський                                | Жовтневе                                        | 2018              | 10693       |
| Старобільський                                                        | пров. | Батумський, Майкопський                                                                                   | Голосіївський                                | Ширма                                           | 2022              | 10983       |
| Старобориспільська                                                    | вул.  | | Дарницький                                   | Рембаза                                         | 2008              | 11607       |
| Старовокзальна                                                        | вул.  | Степанівська                                                                                              | Шевченківський                               | Євбаз                                           | 1939              | 11608       |
| Старожитомирський                                                     | пров. | | Шевченківський                               | Лук'янівка                                      | 1958              | 11609       |
| Старокиївська                                                         | вул.  | Ханський пров. + Всеволодівська                                                                           | Шевченківський                               | Шулявка                                         | 1938              | 11610       |
| Старокиївський                                                        | пров. | Ольгинський                                                                                               | Шевченківський                               | Шулявка                                         | 1955              | 11611       |
| Старонаводницька                                                      | вул.  | Старонаводницька + Печерський пров.                                                                       | Печерський                                   | Печерськ, Звіринець                             | 1830-ті           | 11612       |
| Старообухівська                                                       | вул.  | | Голосіївський                                | Хутір Мриги                                     |                   | 12137       |
| Старосільська                                                         | вул.  | | Деснянський                                  | Троєщина                                        |                   | 12615       |
| Старосільська                                                         | вул.  | Нова 926-та                                                                                               | Дніпровський                                 | Райдужний                                       | 1957              | 11613       |
| Старосільський                                                        | пров. | | Деснянський                                  | Троєщина                                        |                   | 12616       |
| Старосільський                                                        | пров. | | Дніпровський                                 |                                                 | 2010              | 12109       |
| Стельмаха Михайла                                                     | вул.  | Нова 360-та, Ровенська                                                                                    | Голосіївський                                | Деміївка, Голосіїв                              | 1987              | 11614       |
| Степанів Олени                                                        | вул.  | Омелютинський 3-й пров., Чайкіної Лізи                                                                    | Печерський                                   | Бусове поле, Звіринець                          | 2022              | 11831       |
| Степанченка Василя                                                    | вул.  | Нова 65-та, Службова                                                                                      | Святошинський                                | Авіамістечко                                    | 2007              | 11615       |
| Степовий                                                              | пров. | Нова вул.                                                                                                 | Деснянський                                  | Троєщина                                        | 2011              | 12049       |
| Степового Якова                                                       | вул.  | Нова, Таємнича, Зовнішня                                                                                  | Голосіївський                                | Феофанія                                        | 1969              | 11616       |
| Стефаника Василя                                                      | вул.  | Нова 404-та, Гаршина                                                                                      | Святошинський                                | Новобіличі                                      | 2022              | 10307       |
| Стеценка                                                              | вул.  | | Подільський, Шевченківський                  | Берковець, Нивки, Сирець                        | 1957              | 11617       |
| Стецько Ярослави                                                      | вул.  | Проектна 13071                                                                                            | Деснянський                                  | Селище Радистів                                 | 2017              | 13071       |
| Стешенків Сім'ї                                                       | вул.  | Пшенична (част.), Строкача Тимофія                                                                        | Святошинський                                | Перемога                                        | 2016              | 11629       |
| Стигольська                                                           | вул.  | Проєктна 13059                                                                                            | Деснянський                                  | Селище Радистів                                 | 2020              | 13059       |
| Столичне                                                              | шосе  | | Голосіївський                                | Конча-Заспа, Пирогів, Корчувате, Віта-Литовська | 1957              | 11620       |
| Сторожова                                                             | вул.  | | Шевченківський                               | Нивки                                           |                   | 12050       |
| Стражеска Академіка                                                   | вул.  | Нова, Любецька                                                                                            | Солом'янський                                | Відрадний                                       | 1961              | 11621       |
| Стратегічне                                                           | шосе  | | Голосіївський                                | Саперна слобідка                                | 1910-ті           | 11622       |
| Стратегічний                                                          | пров. | Провулок «Б»                                                                                              | Голосіївський                                | Саперна слобідка                                | 1958              | 11623       |
| Стратонавтів                                                          | вул.  | Чкалова                                                                                                   | Святошинський                                | Михайлівська Борщагівка                         | 1974              | 11624       |
| Стрийська                                                             | вул.  | Нова | Святошинський                                | Ґалаґани                                        | 1955              | 11625       |
| Стрілецька                                                            | вул.  | | Шевченківський                               | Старий Київ                                     | сер. ХІХ ст.      | 11626       |
| Стрілкова                                                             | вул.  | Нова 207-ма                                                                                               | Голосіївський                                | Добрий Шлях                                     | 1944              | 11627       |
| Стрітенська                                                           | вул.  | Стрітенська, Осипенко Поліни                                                                              | Шевченківський                               | Старий Київ                                     | 1990              | 11628       |
| Струве Аманда                                                         | вул.  | Проектна 13092                                                                                            | Оболонський                                  |                                                 | 2018              | 13092       |
| Студентська                                                           | вул.  | Дика | Шевченківський                               | Кудрявець                                       | 1938              | 11631       |
| Ступницької Катерини                                                  | вул.  | Нова 480-та, Громової Уляни                                                                               | Солом'янський                                | Олександрівська слобідка                        | 2022              | 10394       |
| Стуса Василя                                                          | вул.  | Нова 46-та, Радгоспна                                                                                     | Святошинський                                | Академмістечко                                  | 2003              | 11632       |
| Субтельного Ореста                                                    | вул.  | Проектна 13095                                                                                            | Оболонський                                  |                                                 | 2018              | 13095       |
| Суворова                                                              | вул.  | | Дарницький                                   | Бортничі                                        |                   | 11635       |
| Суворова                                                              | пров. | | Дарницький                                   | Бортничі                                        |                   | 11636       |
| Суміжна                                                               | вул.  | | Дніпровський                                 | Воскресенські сади                              |                   | 12447       |
| Сумська                                                               | вул.  | Сергіївська, Нова 162-га + Нова 769-та                                                                    | Голосіївський, Солом'янський                 | Голосіїв, Совки                                 | 1944              | 11638       |
| Супійський                                                            | пров. | Нова 2-га вул., Путівельська вул., Тульський                                                              | Голосіївський                                | Добрий Шлях                                     | 2022              | 11715       |
| Сурикова                                                              | вул.  | Суднобудівний пров.                                                                                       | Солом'янський                                | Солом'янка                                      | 1974              | 11639       |
| Сухенка Василя                                                        | пров. | Нова 312-та вул., Бакинських Комісарів                                                                    | Дніпровський                                 | Ліски                                           | 2016              | 10051       |
| Сухомлинського Василя                                                 | вул.  | Нова | Деснянський                                  | Троєщина                                        | 2011              | 12051       |
| Сухумська                                                             | вул.  | Нова 704-та                                                                                               | Подільський                                  | Кинь-Ґрусть                                     | 1953              | 11640       |
| Сушко Христини                                                        | вул.  | Павленка                                                                                                  | Святошинський                                | Біличі                                          | 2021              | 11231       |
| Східна                                                                | вул.  | | Дарницький                                   | Нижні сади                                      |                   | 12183       |
| Східна 1-ша                                                           | вул.  | | Дарницький                                   | Нижні сади                                      |                   | 12184       |
| Східна 1-ша                                                           | вул.  | | Подільський                                  | Берковець                                       |                   | 12486       |
| Східна 2-га                                                           | вул.  | | Дарницький                                   | Нижні сади                                      |                   | 12185       |
| Східна 3-тя                                                           | вул.  | | Дарницький                                   | Нижні сади                                      |                   | 12186       |
| Східно-Дальня                                                         | вул.  | | Дарницький                                   | Нижні сади                                      |                   | 12144       |
| Східно-Дальній 1-й                                                    | пров. | | Дарницький                                   | Нижні сади                                      |                   | 12162       |
| Східно-Дальній 2-й                                                    | пров. | | Дарницький                                   | Нижні сади                                      |                   | 12163       |
| Східно-Дальній 3-й                                                    | пров. | | Дарницький                                   | Нижні сади                                      |                   | 12164       |
| Східно-Дальній 4-й                                                    | пров. | | Дарницький                                   | Нижні сади                                      |                   | 12165       |
| Східно-Дальній 5-й                                                    | пров. | | Дарницький                                   | Нижні сади                                      |                   | 12166       |
| Східно-Дальній 6-й                                                    | пров. | | Дарницький                                   | Нижні сади                                      |                   | 12167       |

## Зниклі вулиці
| Назва                   | Тип    | Район        | Місцевість                              | Рік зникнення | Примітка                                                                                  |
| ----------------------- | ------ | ------------ | --------------------------------------- | ------------- | ----------------------------------------------------------------------------------------- |
| Савченка Ігоря          | вул.   |              | Корчувате                               | 1980-ті       | Назва — з 1965 року                                                                       |
| Сагайдака Степана       | пров.  |              | Микільська слобідка                     | 1977          |                                                                                           |
| Садкова                 | вул.   |              | Караваєві дачі                          |               |                                                                                           |
| Садковий                | пров.  |              | Караваєві дачі                          |               |                                                                                           |
| Садовоботанічна         | вул.   |              | Звіринець                               | 1977          |                                                                                           |
| Салтикова-Щедріна       | пров.  |              | Бусове поле                             | 1971          | Назва — з 1958 року                                                                       |
| Сальська                | вул.   |              | Микільська слобідка                     | 1977          | до 1953 року — 909-та Нова вулиця                                                         |
| Сальський               | пров.  |              | Микільська слобідка                     | 1977          | до 1955 року — Нова вулиця                                                                |
| Саперна дорога          | вул.   |              | Чорна гора                              |               |                                                                                           |
| Саперний                | пров.  |              | Саперне поле                            | 1978          |                                                                                           |
| Саперно-Слобідський     | пров.  |              | Саперна слобідка                        |               | до 1955 року — Нова вулиця                                                                |
| Світла                  | вул.   |              | Шулявка                                 | 1977          | до 1955 року — Новопіщаний провулок                                                       |
| Святкова                | вул.   |              | с. Біличі, Академмістечко               |               |                                                                                           |
| Святковий               | пров.  |              | Академмістечко                          |               |                                                                                           |
| Святополк-Михайлівський | пров.  |              | Старий Київ                             |               |                                                                                           |
| Секторна                | вул.   |              | Чоколівка                               |               |                                                                                           |
| Семафорний              | пров.  |              | ДВРЗ                                    | 1977          |                                                                                           |
| Серафимовича            | вул.   | Дарницький   | Кухмістерська слобідка                  | 1960-ті       | до 1955 року — Базарна                                                                    |
| Силікатний              | пров.  |              | Микільська слобідка                     |               | до 1959 року — Новий провулок                                                             |
| Селянська               | вул.   |              | Совки                                   | 1977          |                                                                                           |
| Синєозерна              | вул.   | Залізничний  |                                         | 1978          |                                                                                           |
| Синьковська             | вул.   |              | Куликове                                | 1977          |                                                                                           |
| Синятинська             | вул.   |              | с. Осокорки                             |               | до 1961 року — Нова                                                                       |
| Сімферопольський        | пров.  |              | Село Шевченка                           |               | до 1955 року — Першотравневий провулок                                                    |
| Січова                  | вул.   |              | Вітряні гори                            |               |                                                                                           |
| Сквозний                | пров.  |              | Воскресенська слобідка                  |               |                                                                                           |
| Складська               | вул.   |              | Чоколівка                               |               |                                                                                           |
| Скляний                 | пров.  | Московський  | Деміївка                                | 1981          |                                                                                           |
| Скляренка Семена        | вул.   | Дніпровський | Микільська слобідка                     | 1977          | до 1962 року — Червоногарматна вулиця                                                     |
| Скомороський            | пров.  |              | Євбаз                                   | 1977          | поблизу площі Галицької, існує як безіменний проїзд                                       |
| Славутинська            | вул.   |              | Пріорка                                 |               | до 1955 року — Нова                                                                       |
| Славутинський           | пров.  |              | Пріорка                                 |               | до 1955 року — 267-а Нова вулиця                                                          |
| Слинька Петра           | вул.   |              | Караваєві дачі                          |               | до 1928 року — Родзянківська                                                              |
| Слобідська              | вул.   |              | Олександрівська слобідка                | 1977          |                                                                                           |
| Слободський             | пров.  | Дарницький   | Кухмістерська слобідка, хутір Березняки | 1971          | до 1955 року — Нова вулиця                                                                |
| Смоленський             | пров.  |              | Казенні дачі                            |               | до 1955 року — 1-ша Дачна вулиця                                                          |
| Смородинська            | вул.   |              | Куренівка                               |               |                                                                                           |
| Снігурівська            | вул.   |              | Старі Позняки                           |               | до 1955 року — Нова                                                                       |
| Собінова                | вул.   |              | Вітряні гори                            |               |                                                                                           |
| Собінова                | пров.  |              | Вітряні гори                            |               |                                                                                           |
| Совський                | пров.  |              | Деміївка                                | 1977          | до 1955 року — Безіменний (2-й) провулок                                                  |
| Солом'янський           | пров.  |              | Солом'янка                              |               |                                                                                           |
| Соляний                 | пров.  |              | Татарка                                 |               |                                                                                           |
| Сонлива                 | вул.   |              | Вітряні гори                            | 1977          |                                                                                           |
| Ставищенський           | пров.  |              | Караваєві дачі                          |               | до 1952 року — Фузиків провулок                                                           |
| Стальського Сулеймана   | пров.  |              | Воскресенська слобідка                  |               | до 1958 року — Нова вулиця                                                                |
| Станюковича             | пров.  |              | Ліски                                   | 1977          | до 1955 року — Нова вулиця                                                                |
| Старобільська           | вул.   |              | Корчувате                               | 1977          | до 1955 року — Мокра                                                                      |
| Старозабарська          | вул.   | Мінський     | Пріорка                                 | 1983          |                                                                                           |
| Старозабарський         | пров.  |              | Куренівка                               |               | між вулицями Семена Скляренка і Марка Вовчка;                                             |
| Старонаводницький       | пров.  |              | Наводничі                               |               | назва — з 1940 року                                                                       |
| Старонаводницький       | проїзд |              | Наводничі                               |               | тепер територія так званого «Царського села»                                              |
| Старопіщаний            | пров.  | Радянський   | Шулявка                                 | 1971          |                                                                                           |
| Старошкільна            | вул.   |              | Олександрівська слобідка                | 1977          | до 1944 року — Гоголівська, ліквідована                                                   |
| Стасова                 | пров.  | Радянський   | Шулявка                                 | 1971          | до 1955 року, попередня — Нова вулиця, Борщагівський провулок                             |
| Степовий                | проїзд |              | Совки                                   | 1977          | до 1955 року — Нова вулиця                                                                |
| Степового Якова         | вул.   |              | Микільська слобідка                     | 1971          | до 1963 року — Червоногарматний провулок. У рішенні про ліквідацію вказана саме ця назва. |
| Стефаника               | вул.   |              | Микільська слобідка                     |               | до 1952 року — Сельінтерна                                                                |
| Стефаника               | пров.  |              | Микільська слобідка                     | 1978          | назва з 1955 року                                                                         |
| Сулимівська             | вул.   |              | Сирець                                  |               |                                                                                           |
| Сулимівський            | пров.  |              | Сирець                                  | 1977          |                                                                                           |
| Сумський                | пров.  |              | Голосіїв                                | 1977          | до 1955 року — Нова вулиця                                                                |
| Сурикова                | вул.   |              | Печерськ                                |               |                                                                                           |
| Сурикова                | вул.   |              | Совки                                   | 1977          | до 1944 року — 419-та Нова                                                                |
| Сухумський              | пров.  |              | с-ще Шевченка                           |               | до 1953 року — 57-ма Нова вулиця                                                          |

## Перейменовані вулиці
| Стара назва                            | Нова назва                   | Район              | Дата перейменування | Сучасна назва                |
| -------------------------------------- | ---------------------------- | ------------------ | ------------------- | ---------------------------- |
| Сабурова Олександра                    | Лифаря Сержа                 | Деснянський        | 2018                | Лифаря Сержа                 |
| Саврасова                              | Костопалівська               | Солом'янський      | 2022                | Костопалівська               |
| Сагайдака Степана                      | Маланюка Євгена              | Дніпровський       | 2016                | Маланюка Євгена              |
| Садова                                 | Активістів пров.             | Дарницький         | 1955                | ліквідований                 |
| Саратовська                            | Вірського Павла бул.         | Шевченківський     | 2021                | Вірського Павла бул.         |
| Свердлова                              | Прорізна                     | Старокиївський     | 1990                | Прорізна                     |
| Свердлова                              | Медоносна                    | Дарницький         | 2015                | Медоносна                    |
| Свердлова пров.                        | Акацієвий пров.              | Дарницький         | 2015                | Акацієвий пров.              |
| Світлогірська                          | Світлодарська                | Солом'янський      | 2022                | Світлодарська                |
| Святославська                          | Чапаєва                      | Сталінський        | 1938                | Липинського В'ячеслава       |
| Святотроїцька                          | Ольшанського                 | Печерський         | 1940, 1944          | Вільшанська                  |
| Святотроїцька 2-га                     | Бастіонна                    | Печерський         | 1940, 1944          | Бастіонна                    |
| Святотроїцький (Свято-Троїцький) пров. | Бастіонний пров.             | Печерський         | 1944 (1952)         | Бастіонний пров.             |
| Сельінтерна                            | Стефаника                    | Дарницький         | 1952                | ліквідована                  |
| Семашка                                | Поповича Мирослава           | Святошинський      | 2022                | Поповича Мирослава           |
| Серафимовича                           | Миколайчука Івана            | Дніпровський       | 2016                | Миколайчука Івана            |
| Сергієнка Івана                        | Пластова                     | Дніпровський       | 2022                | Пластова                     |
| Серпуховський пров.                    | Свалявський пров.            | Голосіївський      | 2022                | Свалявський пров.            |
| Сєдова                                 | Чорторийська                 | Деснянський        | 2022                | Чорторийська                 |
| Сєдовців                               | Омелютинська                 | Печерський         | 2018                | Омелютинська                 |
| Сєрова Валентина                       | Сірожупанників               | Дніпровський       | 2022                | Сірожупанників               |
| Сільська                               | Алексухіна Василя (част.)    | Ленінградський     | 1980                | Чобану Степана (част.)       |
| Січнева                                | Будьонного Маршала           | Шевченківський     | 1974                | Загорівська                  |
| Січневий пров.                         | Микильський пров.            | Печерський         | 2015                | Микільський пров.            |
| Славгородська                          | Антіпова Дениса              | Дарницький         | 2022                | Антіпова Дениса              |
| Славгородський пров.                   | Тростянецький пров.          | Дарницький         | 2022                | Тростянецький пров.          |
| Слуцька                                | Авторемонтна                 | Жовтневий          | 1959                | Авторемонтна                 |
| Смоленська                             | Бродських Сім'ї              | Солом'янський      | 2022                | Бродських Сім'ї              |
| Смольна                                | Чучупаків Братів             | Голосіївський      | 2022                | Чучупаків Братів             |
| Собача тропа                           | Печерський спуск (част.)     | Печерський         | 1952                | Печерський узвіз (част.)     |
| «Совки» Радгосп                        | Пронівська                   | Солом'янський      | 2022                | Пронівська                   |
| Соколовської Олени                     | Костюка                      | Жовтневий          | 1965                | Ейхельмана Професора         |
| Сомсонівська                           | Глібова                      | Жовтневий          | 1952                | Глібова                      |
| Сормовська                             | Гаспринського Ісмаїла        | Дарницький         | 2022                | Гаспринського Ісмаїла        |
| Сорокаріччя Жовтня пр-т (част.)        | Кошового Маршала             | Московський        | 1976                | Глушкова Академіка пр-т      |
| Сорокаріччя Жовтня пр-т (част.)        | Глушкова Академіка пр-т      | Московський        | 1982                | Глушкова Академіка пр-т      |
| Сорокаріччя Жовтня пр-т                | Голосіївський пр-т           | Голосіївський      | 2015                | Голосіївський пр-т           |
| Соснова                                | Седляра Василя               | Солом'янський      | 2019                | Седляра Василя               |
| Соціалістична                          | Мацієвича Левка              | Солом'янський      | 2017                | Мацієвича Левка              |
| Срібна                                 | Шевченківська                | Жовтневий          | 1965                | Йогансена Майка              |
| Ставропольська                         | Вовчогірська                 | Шевченківський     | 2022                | Вовчогірська                 |
| Ставропольський пров.                  | Вовчогірський пров.          | Шевченківський     | 2022                | Вовчогірський пров.          |
| Сталінабадський пров.                  | Баха Академіка               | Дарницький         | 1961                | Баха Академіка               |
| Староконоплянська                      | Бажова                       |                    | 1955                | Бажова                       |
| Стешенка пров.                         | Бестужева пров.              |                    | 1950-ті             | Кузьми Скрябіна пров.        |
| Столєтова                              | Самчука Уласа                | Голосіївський      | 2023                | Самчука Уласа                |
| Столєтова пров.                        | Галшки Гулевичівни пров.     | Голосіївський      | 2022                | Галшки Гулевичівни пров.     |
| Стрілецький пров.                      | Георгіївський пров.          | Шевченківський     | 1990                | Георгіївський пров.          |
| Стрітенська                            | Новгородська                 | Залізничний        | 1952                | Новгород-Сіверська           |
| Строкача Тимофія                       | Стешенків Сім'ї              | Святошинський      | 2016                | Стешенків Сім'ї              |
| Строптива                              | Лебедева-Кумача              | Жовтневий          | 1952                | Голего Миколи                |
| Струтинського Сергія                   | Болсуновська                 | Печерський         | 2015                | Болсуновська                 |
| Суворова                               | Котенка Сергія               | Деснянський        | 2022                | Котенка Сергія               |
| Суворова                               | Суворовська                  | Печерська дільниця | 1901                | Омеляновича-Павленка Михайла |
| Суворова                               | Омеляновича-Павленка Михайла | Печерський         | 2016                | Омеляновича-Павленка Михайла |
| Суворовська                            | Урбановича                   |                    | 1919                | Омеляновича-Павленка Михайла |
| Суворовська                            | Марка Вовчка                 | Залізничний        | 1944                | Білгородська                 |
| Суворовська                            | Бєлгородська                 | Залізничний        | 1955                | Білгородська                 |
| Суздальська                            | Гірника Олекси               | Солом'янський      | 2023                | Гірника Олекси               |
| Сурикова                               | Щорса                        | Печерський         | 1961                | Коновальця Євгена            |
| Сурикова                               | Монастирського Дениса        | Солом'янський      | 2023                | Монастирського Дениса        |
| Східна                                 | Цулукідзе                    | Жовтневий          | 1955                | Забіли Наталі                |
|                                        |                              |                    |                     |                              |
|                                        |                              |                    |                     |                              |
|                                        |                              |                    |                     |                              |